# Montmurat
Montmurat é uma comuna francesa na região administrativa de Auvérnia-Ródano-Alpes, no departamento de Cantal. Estende-se por uma área de 5,04 km². Em 2010 a comuna tinha 136 habitantes (densidade: 27 hab./km²).